# Wikitravel
A Wikitravel útikönyv a világ minden tájáról, mely a Wikipédiához hasonlóan Wiki rendszerű projekt. Célja, hogy olyan nyílt forrású útikönyvet hozzon létre, mely teljes, naprakész, megbízható, és az egész világra kiterjed.

## Története
A projekt eredetileg a Wikimédia Alapítványtól függetlenül, Evan Prodromou and Michele Ann Jenkins alapításával indult el 2003 júliusában. 2006-ban a portál magánkézbe került, később megjelentek az oldalon a reklámok, amely a szerkesztői közösség rosszallását váltotta ki. Mindezek miatt 2013 elején a szerkesztők nagy része, köztük az alapítók, átvitték a portál tartalmát a Wikivoyage projektbe, amelyet a Wikimédia Alapítvány felkarolt, így most már az alapítvány által fenntartott projektek egyike.

## Állapota
Jelenleg angol, eszperantó, francia, holland, japán, lengyel, magyar, német, olasz, portugál, román, spanyol és svéd nyelven érhető el. Bár Wiki leírónyelvet használnak a szerkesztéséhez és a világhálóra való eljuttatásához, a projekttel nyomtatható útikönyveket is létre kívánnak hozni. A Wikitravelt wikiutazók hozzák létre a világ minden tájáról együttműködve. 
A projekt MediaWikit használ, mint a Wikipédia. A Wikipédiához hasonlóan a Creative Commons Attribution ShareAlike licencét használja. Ez lehetővé teszi többek közt az önálló oldalak könnyebb újranyomtatását. 
A magyar nyelvű oldal 2006 októberében indult, de jelenleg (2016) meglehetősen elhanyagolt.